# 秋田刑務所

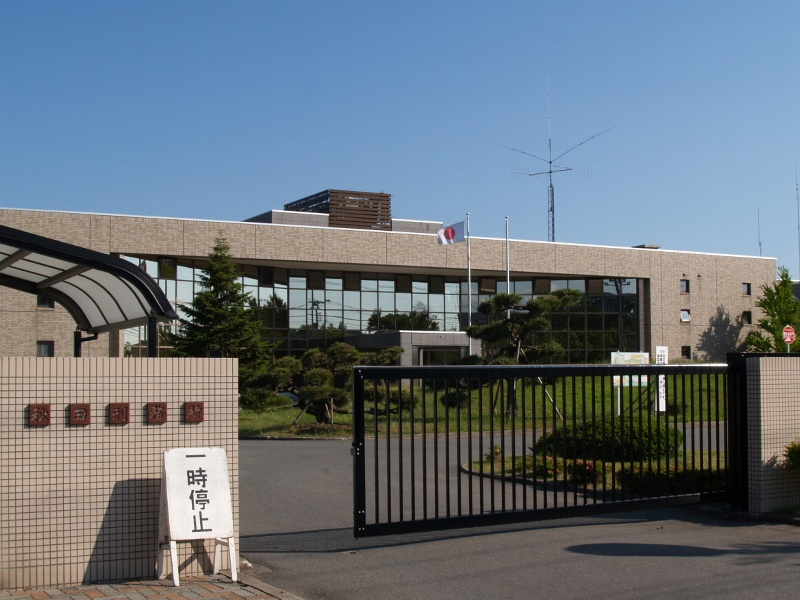
秋田刑務所

秋田刑務所（あきたけいむしょ）は、法務省仙台矯正管区に属する刑務所。
所内に拘置場が併設されており、被告人等も収容されている。
下部機関として横手拘置支所、大館拘置支所を持つ。

## 歴史
- 1947年（昭和22年）11月22日 - 失火により工場などの建物約1000坪が焼失。副看守長が殉職[1]。

## 所在地
- 〒010-0948　秋田県秋田市川尻新川町1-1
  - JR東日本 奥羽本線 秋田駅から、秋田中央交通バスで「上下水道局前」下車、徒歩1分

## 収容分類級
- 収容分類級 B級

再犯者の短期処遇を目的とした男子刑務所。

## 収容定員
- 680人

## 組織
所長の下に2部1課を持つ2部制である。
- 総務部（庶務課、会計課、用度課）
- 処遇部（処遇部門、企画部門）
- 医務課

## 外観・設備
- 木工・洋裁・金属工場および各種作業所が設置されている。

## 特記事項
- 伝統工芸の桜皮細工製品が生産されている。
- 建築・漆工芸・フォークリフト運転の訓練施設が設置され、受刑者が社会復帰を目指して指導を受けている。

## 著名な受刑者
- 高木顕明
- 和田久太郎
- 白鳥由栄
- 百瀬博教
- 進藤龍也